# Esperanza Guardado
Esperanza Guardado (Córdoba, 27 de septiembre) es una actriz española, conocida por haber interpretado el papel de Brunilda en la telenovela El secreto de Puente Viejo y por el papel de Linda Grisel en la telenovela Dos vidas.

## Biografía
Esperanza Guardado nació el 27 de septiembre de 1987 en Córdoba, en la comunidad de Andalucía (España)

## Carrera
Esperanza Guardado de 2008 a 2012 estudió arte dramático en la ESAD de Miguel Salcedo Hierro de Córdoba y donde al final obtuvo la licenciatura. En 2018 realizó un curso de interpretación con Eduardo Casanova y un curso de guion en la Central de Cine con Jorge Naranjo.
En 2013 protagonizó el cortometraje Hoy no me puedo decantar dirigido por Carlos Martín Pazo. En 2013 y 2014 protagonizó la serie web Malviviendo. En 2014 formó parte del elenco de la serie Barra Libre Serie. En 2015 protagonizó la serie Entertainment. Al año siguiente, en 2016, interviene en el cortometraje Que non Lusy que no. En el mismo año apareció en un episodio de la serie Beto.
En 2016 y 2017 protagonizó la serie web Briget Jon de Triana. En 2017 interpretó el papel de Claro en la película Fogueo dirigida por David Sainz. En el mismo año protagonizó el cortometraje Que non Lusy que si. En 2017 y 2018 formó parte del elenco de la serie emitida en Antena 3 Allí abajo. En el 2018 protagonizó la serie emitida en La 1 Centro médico. En el mismo año protagonizó el cortometraje Detox escrito por Daniel Sánchez Arévalo y dirigido por Daniel Monzón. Al año siguiente, en 2019, protagonizó la serie web de Movistar+ La peste y la película La trinchera infinita dirigida por José María Goenaga, Jon Garaño y Aitor Arregui y donde desempeñó el papel de Mari Carmen. Ese mismo año interpretó el papel de Espe en el cortometraje La prueba dirigido por Joaquín Villalonga. También en 2019 protagonizó la película Pain y Gloria dirigida por Pedro Almodóvar.
En 2019 interpretó el papel de Brunilda en la telenovela emitida en Antena 3 El secreto de Puente Viejo. Ese mismo año desempeñó el papel de Lidia en la serie web de Netflix Valeria. En 2020 protagonizó el cortometraje El Rey de las Flores dirigido por Alberto Velasco. En el mismo año interpretó el papel de Mercedes en la serie web de Filmin Tus Monstruos. En 2020 y 2021 protagonizó la serie Indetectables. En 2021 y 2022 fue elegida para interpretar el papel de Linda Grisel en la telenovela emitida en La 1 Dos vidas y donde protagonizó junto a actores como Amparo Piñero, Sebastián Haro, Silvia Acosta, Jon López y Iván Lapadula. En 2022 formó parte del elenco del cortometraje Kellys dirigido por Javier Fesser. En el mismo año formó parte del reparto de la serie emitida en La 1 La caza. Guadiana. En 2023 interpretó el papel de Fany en la película Me he hecho viral dirigida por Jorge Coira.

## Filmografía

### Cine
| Año  | Título                | Personaje   | Director                                       |
| ---- | --------------------- | ----------- | ---------------------------------------------- |
| 2017 | Fogueo                | Charo       | David Sainz                                    |
| 2019 | Dolor y Gloria        |             | Pedro Almodóvar                                |
| 2019 | La trinchera infinita | Mari Carmen | José María Goenaga, Jon Garaño y Aitor Arregui |
| 2023 | Me he hecho viral     | Fany        | Jorge Coira                                    |

### Televisión
| Año       | Título                     | Personaje    | Cadeña      | Notas         |
| --------- | -------------------------- | ------------ | ----------- | ------------- |
| 2014      | Barra Libre Serie          |              |             | 5 episodios   |
| 2015      | Entertainment              | 1 episodio   |             |               |
| 2016      | Beto                       | 1 episodio   |             |               |
| 2017-2018 | Allí abajo                 | Antena 3     | 2 episodios |               |
| 2018      | Centro médico              | La 1         |             |               |
| 2019      | El secreto de Puente Viejo | Brunilda     | Antena 3    | 5 episodios   |
| 2020-2021 | Indetectables              |              |             | 2 episodios   |
| 2021-2022 | Dos vidas                  | Linda Grisel | La 1        | 255 episodios |
| 2022      | La caza. Guadiana          | Maribel      | La 1        | 8 episodios   |

### Web TV
| Año       | Título               | Personaje | Plataforma  | Notas       |
| --------- | -------------------- | --------- | ----------- | ----------- |
| 2013-2014 | Malviviendo          | Clara     |             | 5 episodios |
| 2015-2016 | Briget Jon de Triana |           | 1 episodio  |             |
| 2019      | La peste             | Movistar+ | 2 episodios |             |
| 2020      | Tus Monstruos        | Mercedes  | Filmin      | 1 episodio  |
| 2021      | Valeria              | Lidia     | Netflix     | 4 episodios |

### Cortometrajes
| Año  | Título                   | Personaje | Director           | Escritores             |
| ---- | ------------------------ | --------- | ------------------ | ---------------------- |
| 2013 | Hoy no me puedo decantar |           | Carlos Martín Pazo |                        |
| 2016 | Que non Lusy que no      | Espe      |                    |                        |
| 2017 | Que non Lusy que si      | Espe      |                    |                        |
| 2018 | Detox                    |           | Daniel Monzón      | Daniel Sánchez Arévalo |
| 2019 | La prueba                | Espe      | Joaquín Villalonga |                        |
| 2020 | El Rey de las Flores     | Madre     | Alberto Velasco    |                        |
| 2022 | Kellys                   |           | Javier Fesser      |                        |

## Teatro
| Año       | Título                   | Teatro           |
| --------- | ------------------------ | ---------------- |
| 2014-2017 | Noche de Repálagos       |                  |
| 2017      | Historia de una escalera | Teatro en marcha |
| 2017      | Edemahojas cover         | Teatro Estigma   |
| 2017      | Díptico por la identidad | Teatro Vértebro  |
| 2018      | Mi cuerpo es capitalismo |                  |

## Premios y reconocimientos
| Año  | Premio                                                           | Categoría                     | Trabajo               | Resultado | Notas            |
| ---- | ---------------------------------------------------------------- | ----------------------------- | --------------------- | --------- | ---------------- |
| 2020 | ASECAN                                                           | Mejor actriz debut            | La trinchera infinita | Nominada  |                  |
| 2020 | Festival Websurfestival, Carballo Interplay y Prado Real Webfest | Mejor actriz                  | Briget Jon de Triana  | Ganadora  |                  |
| 2020 | Festival RIR                                                     | Mejor interpretación femenina | La prueba             | Ganadora  |                  |
| 2022 | Festival de cortometrajes km 666                                 | Mejor interpretación femenina | Kellys                | Ganadora  | Con Athenea Mata |